# Pont Allenby
Pour les articles homonymes, voir Allenby.
Le pont Allenby, ainsi nommé en Israël (en hébreu : גשר אלנבי, Gesher Alenbi), appelé par les Jordaniens pont du roi Hussein (arabe : جسر الملك حسين, Jisr al-Malek Hussein), et par les Palestiniens, pont Al-Karameh ( جسر الكرامة ) est un pont sur le Jourdain, à la frontière entre la Cisjordanie, territoire palestinien occupé par Israël, et la Jordanie. Le pont Allenby est situé à quelques kilomètres de Jéricho et à une trentaine de kilomètres à l'est de Jérusalem. 
Un autre pont sur le Jourdain reliant la Cisjordanie et la Jordanie est le pont Damia, fermé par Israël depuis 2005. Le pont Allenby est devenu ainsi l'unique moyen pour les Palestiniens de Cisjordanie de sortir de leur territoire. 
Le pont Allenby actuel est le dernier d'une longue série de ponts construits au même endroit depuis le Moyen Âge.

## Noms
Le nom jordanien, pont du roi Hussein, fait référence au monarque de Jordanie qui a régné de 1935 à 1999 et qui a conclu la paix avec Israël en 1994..
Le nom israélien fait référence au général britannique Edmund Allenby qui conquit la Palestine en 1917, face aux Ottomans ; sa victoire a conduit à l'instauration du mandat britannique en Palestine. 
Le nom palestinien al Karameh signifie en arabe la dignité.

## Histoire
Au XIIe siècle, un ouvrage existe déjà au même endroit : le pont de Dudaire. 
En 1885, à l'époque de l'Empire ottoman (1517-1922), un pont est construit par le moutassarifat de Jérusalem.  
A la fin de la Première Guerre mondiale, en 1918, un pont est construit par le général britannique Edmund Allenby, qui vient de vaincre l'armée ottomane dans cette région et d'occuper la Palestine (1917). Le pont de 1885 est en effet devenu vétuste.
En 1927, le tremblement de terre de Jéricho ébranle le pont qui s’effondre en partie dans le fleuve. Un pont plus large est construit à côté au début des années 1930. 

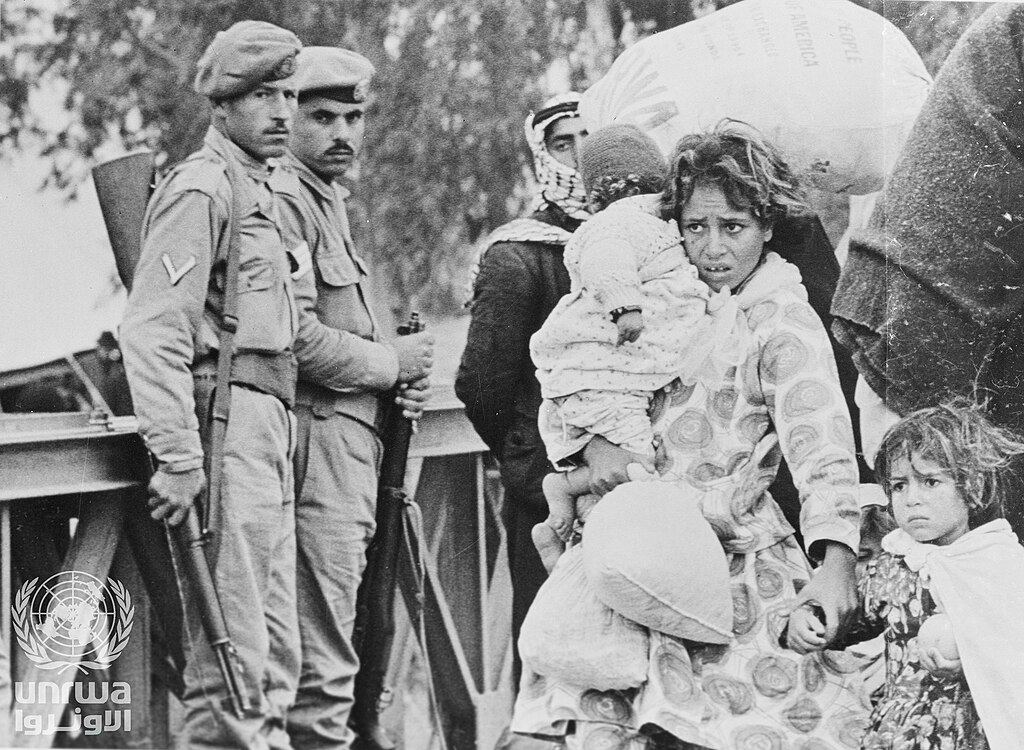
Des réfugiés palestiniens arrivant sur la rive jordanienne par le pont Allenby, 1968.

Ce dernier est détruit une première fois le 17 juin 1946 lors des actions de sabotages de la « Nuit des ponts » organisée par la Haganah (force paramilitaire de la communauté juive de Palestine mandataire), qui veut faire pression sur les autorités britanniques mandatées par la Société des Nations en 1920. Il est de nouveau endommagé lors de la guerre des Six Jours en 1967 et remplacé un an plus tard par un pont en treillis.
L'actuel pont est construit durant les années 1990 avec l'aide de fonds japonais à la suite de la signature du traité de paix israélo-jordanien en octobre 1994.

## Le terminal israélo-palestinien
Considéré tant par l'Autorité palestinienne que par l'administration israélienne comme un point de passage vers leurs territoires, celui-ci est géré concomitamment par les deux entités.
Les autorités jordaniennes reconnaissent eux aussi le pont comme un point d'entrée à la frontière internationale, mais contrairement à d'autres postes frontaliers avec Israël, n'accordent pas de visas d'entrée aux détenteurs de passeports étrangers désirant franchir ce passage.
Les Palestiniens désirant voyager à l'étranger n'étant pas autorisés à utiliser l'aéroport international Ben Gourion à Tel Aviv, doivent utiliser ce pont pour sortir de Cisjordanie et se rendre à l'aéroport international Queen Alia à Amman, capitale jordanienne.
Les permis de voyage délivrés à la fois par Israël et les autorités jordaniennes sont nécessaires pour franchir l'ouvrage, mais la délivrance de ces documents est plus ou moins facilitée en fonction de la situation politique du moment.
Les citoyens israéliens ne sont pas autorisés à utiliser le terminal. Les touristes qui souhaitent se rendre en Jordanie doivent être en possession d'un visa jordanien obtenu à l'avance. Ceux qui quittent la Jordanie par le pont Allenby peuvent revenir en montrant leur visa de sortie. Les touristes et les habitants de Jérusalem-Est peuvent se rendre directement au terminal israélien, alors que les Palestiniens de Cisjordanie doivent commencer la procédure de départ au terminal frontalier spécial palestinien situé dans la ville même de Jéricho.

## Galerie

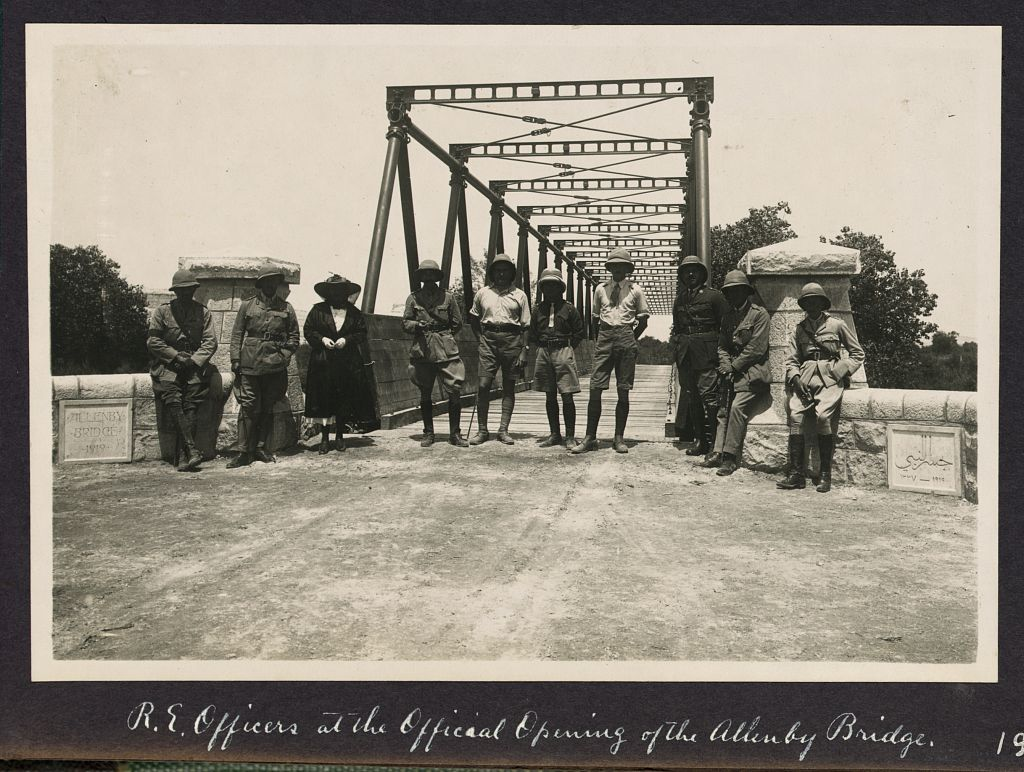
Ouverture du premier pont Allenby en 1918.
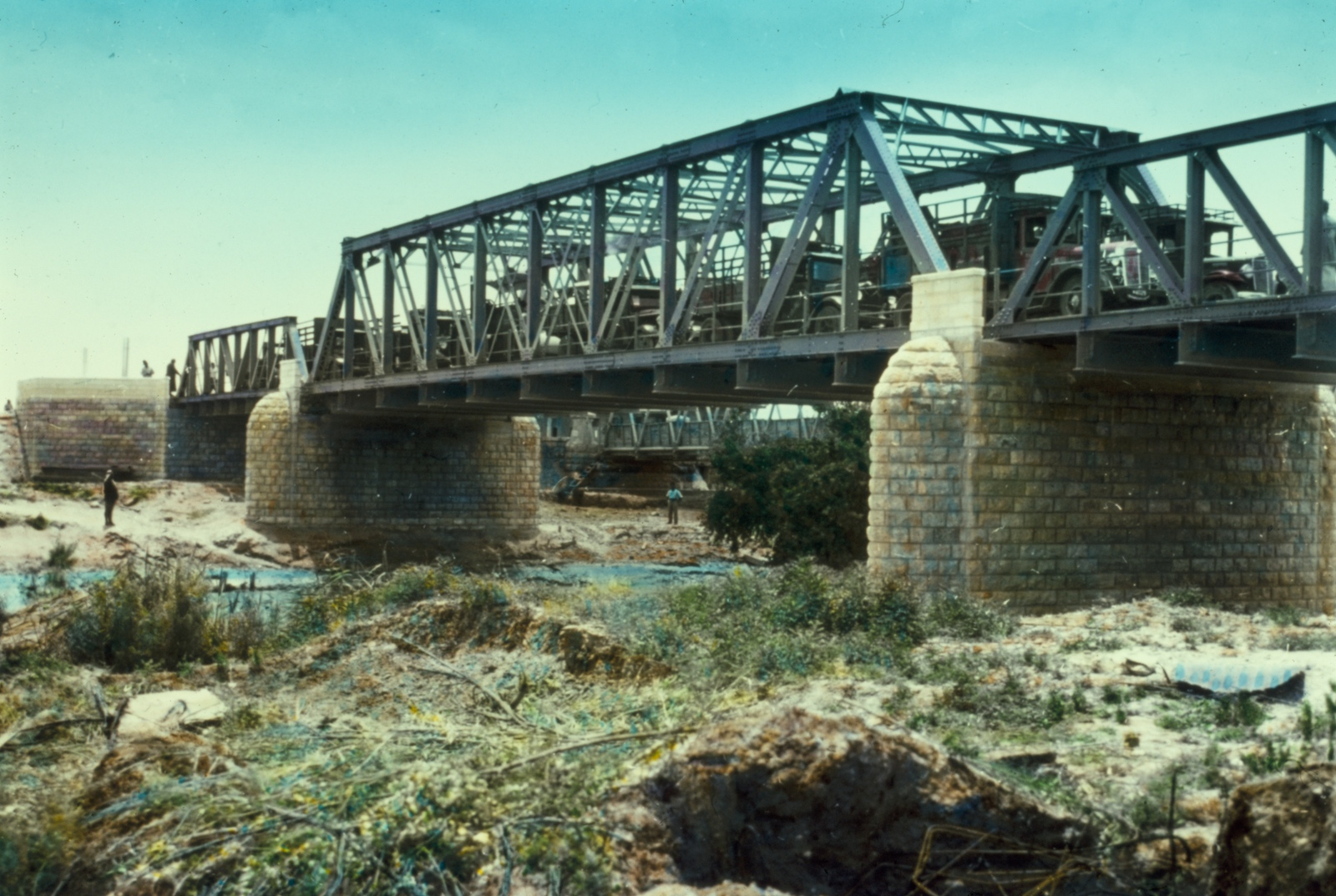
Nouveau pont plus large construit dans les années 1930 à proximité du pont original.
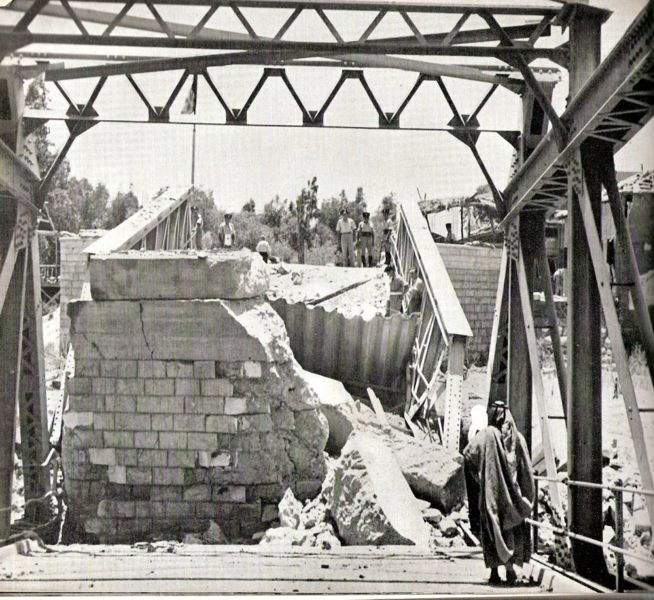
Le pont Allenby détruit après la « nuit des Ponts » en 1946.
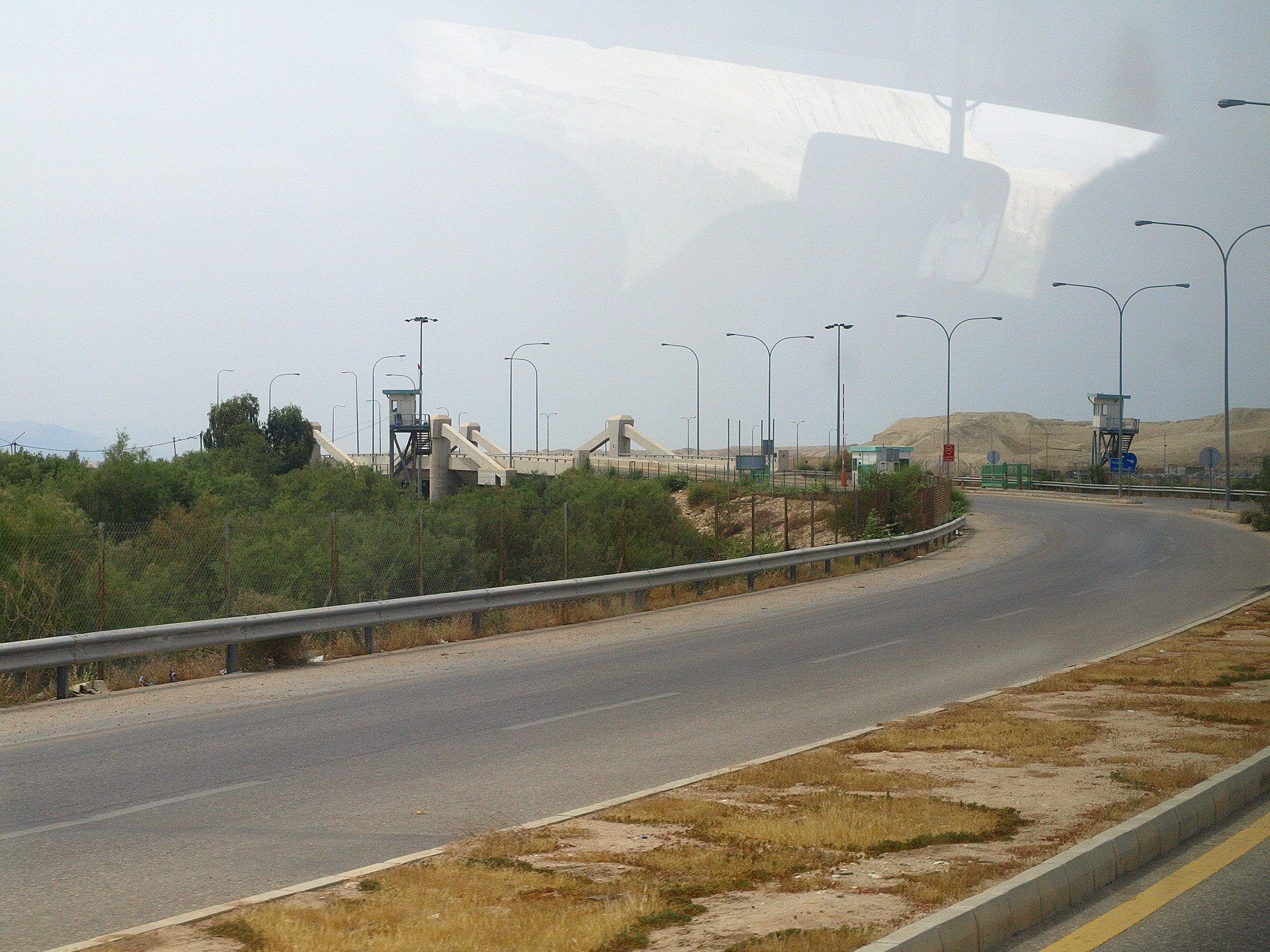
L'actuel pont Allenby vue du côté jordanien.